# Имамат Оман
Имамат Оман (также известно название «Настоящий Оман», «собственно Оман» (англ. Oman Proper; араб. عُمان الوسطى‎, ʿUmān al-Wusṭā) — историческая область в Омане и государство, существовавшее с давних времён до (с перерывами) 1957 года. Территория государства охватывала «внутренние» земли юго-востока Аравийского полуострова, вдали от Маската, за горной системой Джабаль аль-Ахдар, столицей был город Назва, центр современной минтаки Омана Эд-Дахилия. Наряду с Маскатом и Дофаром эта область была частью Оманской империи, а затем — британским протекторатом. После дворцового переворота 1970 года термин «Оман» употребляется исключительно по отношению ко всему современному государству, находящемуся во власти султана Маската, за исключением эксклавов Мусандам и Мадха.

## Предыстория
Территорией «настоящего Омана» управляли имамы-ибадиты, которые нередко осуществляли в регионе как светскую, так и духовную власть. Их власть продолжалась около тысячи лет, будучи основанной на законах шариата; это был единственный регион, где правили именно ибадиты, а не сунниты или шииты. Иногда войска имамов Омана устанавливали контроль над соседними территориями, находясь в постоянной конфронтации с султанами Маската. В конце XIX века над имаматом Оман, как и над султанатом Маскат, был установлен британский протекторат, причём имамат формально занимал подчинённое отношение к султанату, но власть англичан и султана на территорию имамата почти не распространялась.

## 1911—1920
В 1911 году Салим ибн Рашид аль-Каруси поднял восстание при поддержке племён области «настоящего Омана» против султана Маската и был провозглашен имамом Омана 24 мая 1913 года. Это событие привело к началу войны, которая длилась с 1913 по 1920 год. При посредничестве Британии в 1920 году был подписан Себский договор, которые закреплял создание автономного (а по сути — независимого) государства-имамата на территории «настоящего Омана», но и это не решило проблемы, поскольку он не признавал верховной власти султана и совместного управления территориями, а имам на деле являлся единственным источником власти в своей столице Назве и полностью самостоятельно управлял внутренними территориями. Салим скончался 23 июля 1920 года, его преемником стал имам Абу Абдаллах Мухаммад ибн Абд Аллах аль-Халили аль-Каруси.

## 1920—1955
С 1920 года имам перестал платить налоги Маскату и не принимал его должностных лиц, а также ввёл в обращение собственные паспорта, которые печатали в Неджде (будущая основная часть Саудовской Аравии). Имамат даже получил членство в Лиге арабских государств после её создания в 1945 году. После смерти имама в мае 1954 года султан Саид ибн Теймур пытался расширить свою власть в регионе (что было во многом связано с обнаружением нефти в этом регионе), и новый имам, Али ибн Галиб аль-Хинави, начавший править 3 мая, был вынужден сражаться против армии султана. Султану помогали британцы, вследствие чего армия имама была разгромлена; Себский договор был признан недействительным, как и власть имама. 17 декабря 1955 года имам отправился в изгнание в Саудовскую Аравию.

## Война 1957 года
Имам Али ибн Галиб и его брат Талих ибн Али, который вырос в окружении племён, лояльных к имамату Оман, вернулись из Саудовской Аравии в июле 1957 года. Большинство местных шейхов поддержали их. Имам получил поддержку консервативных арабских стран, и султан Маската попросил британского военного вмешательства, что было дипломатически сложно осуществить. Но Британия в конце концов всё же послала на помощь султану войска и самолёты. Назва капитулировала 11 августа после тяжёлой бомбардировки британской авиацией. Моторизованные отряды генерала Робертсона вошли в город без сопротивления, а имам бежал в горы. Тем не менее, местное население оказывало яростное сопротивление британцам и солдатам султана. Сухопутные войска султана сумели захватить все крепости имамата к августу, в то время как британцы начали вывод своих войск 16 августа. 19 августа в Маскат прибыл английский резидент в Персидском заливе, сэр Бернард Берроуз, для наблюдения за заключительным этапом вывода войск. Чтобы предотвратить возобновление войны, на территории остались пять британских танковых экипажей, финансированием которых занималась Великобритания. В конце 1957 года имам был окончательно выслан в Саудовскую Аравию, где находился в городе Даммам и откуда продолжал руководить действиями не сложивших оружие повстанцев.
12 августа Политический комитет Лиги арабских государств представил заявление в Совет Безопасности в ООН, в котором на экстренном заседании осудил действия Великобритании как вопиющую агрессию против территориальной целостности, независимости и суверенитета государства Оман, однако включение в повестку дня не получило необходимого количества голосов.
В марте 1958 года последователи имама атаковали Назву. Войска султана под командованием британских офицеров были атакованы вооружёнными отрядами с автоматами, которые впервые использовались повстанцами; скорее всего, они были получены ими в Йемене. Изолированные группы сторонников имама продолжали борьбу в течение ещё нескольких лет, но в основном были разгромлены в 1959 году. Имам скончался в 2009 году.

## Флаг, герб, марки
Изначально флаг имамата был белым, но его ранних вариаций не сохранилось. Известный сейчас флаг — красный меч на белом полотнище — появился только в 1971 году.
Герб представлял собой два скрещенных флага, две сабли с каждой стороны и полумесяц со звездой в верхней части.
После свержения имам выпускал собственные почтовые марки, в которых государство называлось «Государство Оман» (ар. دولة عُمان Dawlat ʿUmān).